# Lejuan Simmons
Lejuan Simmons (19 agosto 1996) è un calciatore britannico di Bermuda, centrocampista del Robin Hood e della Nazionale bermudiana.

## Caratteristiche tecniche
È un esterno destro.

## Carriera

### Club
Ha giocato con vari club nelle serie minori inglesi.

### Nazionale
Ha esordito con la nazionale bermudiana il 9 settembre 2012 disputando l'incontro di qualificazione per la CONCACAF Gold Cup perso 3-1 contro Haiti.
È stato convocato per disputare la CONCACAF Gold Cup 2019.